# Ànguelos Bassinàs
Ànguelos Bassinàs   (Calcis, 3 de gener de 1976) és un exfutbolista grec que jugava de migcampista.

## Carrera
A l'edat de dotze anys Àngelos Bassinàs canviava Atenes per Panathinaikos FC. El 1995 firmava un contracte professional amb el club, on es quedaria fins al setembre de 2005. Amb el Panathinaikos, Bassinàs aconseguí dos campionats nacionals així com una victòria de copa. Des del gener de 2006 jugà en el centre del camp defensiu amb el Reial Mallorca. Abans el grec tenia ofertes d'equips com Birmingham City, Olympique de Marsella o Sampdoria.
L'estiu de 2008, Àngelos Bassinàs va signar un contracte de tres anys amb l'AEK Atenes FC No obstant això, el 2 febrer 2009 va anar de l'AEK a Anglaterra per signar amb el Portsmouth, que va lluitar el maig de 2010 la Premier League i va arribar a la final de la Copa FA de 2010. L'agost de 2010 va signar un contracte per un any amb l'Athlétic Club Arles-Avignon, acabat d'ascendir a la Primera divisió francesa, on va trobar el seu vell company a l'equip nacional d'Àngelos Kharisteas.
Actualment està retirat del futbol.
L'any més reeixit de Bassinàs va ser la temporada 2003/2004, quan fou campió d'Europa amb la selecció nacional grega a Portugal.
El seu debut a la selecció nacional li arribaria a l'edat de 22 anys al 18 d'agost de 1999, jugant contra la selecció de futbol d'El Salvador (Grècia guanyava amb 7-0). Entretant és capità de la selecció nacional grega i va, al seu capdavant, al Campionat d'Europa de futbol 2008, a Àustria i Suïssa. Allà jugava en tots tres partits com a capità, no podia evitar tanmateix l'eliminació decebedora dels grecs.

## Clubs
| Club                        | País       | Año       |
| --------------------------- | ---------- | --------- |
| Panathinaikos FC            | Grècia     | 1995-2006 |
| Reial Mallorca              | Espanya    | 2006-2008 |
| AEK Atenes FC               | Grècia     | 2008      |
| Portsmouth FC               | Anglaterra | 2009-2010 |
| Athlétic Club Arles-Avignon | França     | 2010-2011 |

## Internacional
Ha estat internacional amb la selecció de futbol de Grècia, ha jugat 91 partits internacionals i ha marcat 7 gols.

## Palmarès

### Nacional
| Títol                 | Club          | País   | Any       |
| --------------------- | ------------- | ------ | --------- |
| Lliga grega de futbol | Panathinaikós | Grècia | 1995-1996 |
| Lliga grega de futbol | Panathinaikós | Grècia | 2003-2004 |
| Copa grega de futbol  | Panathinaikós | Grècia | 2003-2004 |

### Internacional
| Títol    | Club   | País     | Any  |
| -------- | ------ | -------- | ---- |
| Eurocopa | Grècia | Portugal | 2004 |